# Црква Светог Симеона Столпника у Милошевцу
Црква Светог Симеона Столпника у Милошевцу, насељеном месту на територији града Шапца, подигнута је 1936. године. Припада Епархији шабачкој Српске православне цркве.

## Прошлост
Градња цркве је почела 1903. године на темељима неке раније грађевине, уз помоћ мештана који су давали материјал и учествовали у градњи. Први светски рат је прекинуо градњу, тако да је она настављена тек 25. јануара 1925. године и освештана 29. новембра 1934. године.